# Рябий Михайло Іванович
Миха́йло Іван́ович Ряби́й (нар. 5 вересня 1983, с. Дорошівці, Заставнівський район, Чернівецька область, УРСР) — український футболіст та футзаліст, півзахисник.

## Життєпис

### Клубна кар'єра

#### Футбол
В Україні
Вихованець футбольної школи «Буковина» (Чернівці), де і розпочав свою професійну футбольну кар'єру. Активні роки Михайла припали на сезони 2007/08 та 2008/09, в яких він в кожному провів по 29 матчів у другій українській лізі. Також грав за команду «Нива» (Тернопіль) в першій лізі України. В підсумку в чемпіонатах України провів понад 70 ігор.
Узимку 2010 року разом із групою інших гравців залишив тернопільську «Ниву», яка перебувала у важкому фінансовому стані. З весни 2010 року виступав у чемпіонаті Чернівецької області за аматорський клуб «Дністер» з Дорошівців, який є чемпіоном області 2009 року.
З 2012 по 2015 роки виступав за низку аматорських команд, таких як: «Карпати» (Печеніжин) → «Карпати» (Коломия), «Кроно-Карпати» (Брошнів-Осада) та «Дністер» (Заліщики). 2016 року став гравцем відродженої тернопільської «Ниви», а згодом виступав вже за «Ниву» (Теребовля).
У 2019 році виступав в обласних аматорських змаганнях Чернівецької області, а в 2020 році знову грав за «Дністер» (Заліщики) та команду «Вільхівці». 2021 рік провів в чемпіонатах Тернопільської та Івано-Франківської областей. Загалом на аматорському рівні зіграв більше 150 матчів.
За кордоном
Впродовж 2010—2011 та 2013 років виступав у польській команді «Полонія» (Перемишль). У 2017 році відправився в Канаду, де виступав за клуб «Воркута» (Торонто) до завершення 2018 року.

#### Футзал
В 2012 та 2016 році грав за футзальний клуб «Меркурій» та «Епіцентр К» (Чернівці). Також із року в рік активно бере участь в міні-футбольних та футзальних змаганнях Чернівців та Чернівецької області. У 2021 році виступав за футзальну команду «Урожай» (Чернівці) в кубку України з футзалу.
Статистика виступів
| Клуб                    | Сезон   | Чемпіонат (перша ліга) | Чемпіонат (перша ліга) | Кубок | Кубок |
| Клуб                    | Сезон   | Ігри                   | Голи                   | Ігри  | Голи  |
| ----------------------- | ------- | ---------------------- | ---------------------- | ----- | ----- |
| «Меркурій» (Чернівці)   | 2012/13 | 6                      | 0                      | —     | —     |
| «Епіцентр К» (Чернівці) | 2016/17 | 2                      | 0                      | 1     | 0     |
| «Урожай» (Чернівці)     | 2021/22 | —                      | —                      | 4     | 4     |

## Досягнення
У Канаді
- Переможець регулярного чемпіонату Канадської футбольної ліги (1): 2017
- Переможець плей-офф Канадської футбольної ліги (1): 2018
- Срібний призер регулярного чемпіонату Канадської футбольної ліги (1): 2018
- Півфіналіст плей-офф Канадської футбольної ліги (1): 2017